# Blystadlia
Blystadlia là một làng nằm ở Na Uy.